# Віялохвістка яванська
Віялохвістка яванська (Rhipidura euryura) — вид горобцеподібних птахів родини віялохвісткових (Rhipiduridae).

## Поширення
Ендемік острова Ява (Індонезія). Природним середовищем існування є субтропічні або тропічні вологі гірські ліси.